# Stoa

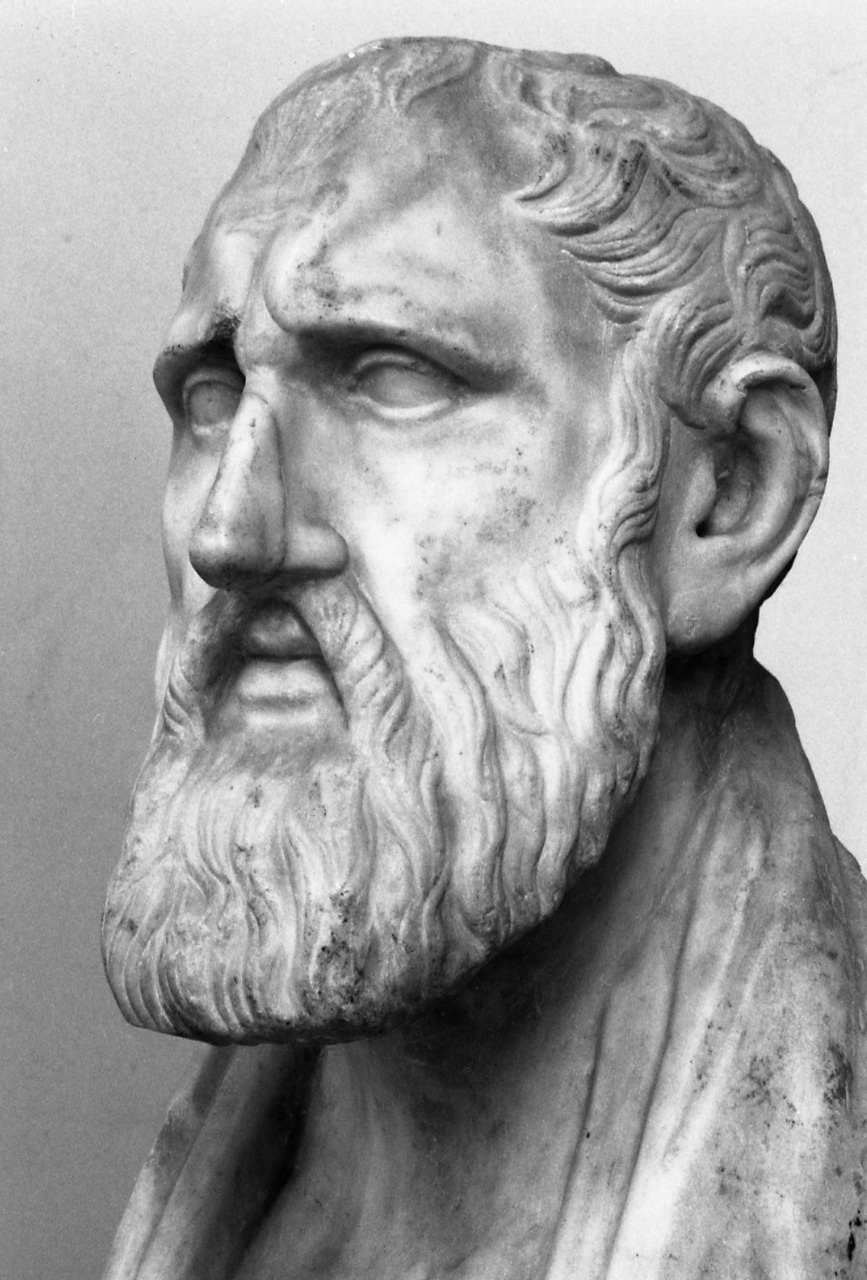
Zenon von Kition, Begründer der Stoa

Als Stoa (στοά), stoische Philosophie oder Stoizismus wird eines der wirkungsmächtigsten philosophischen Lehrgebäude in der abendländischen Geschichte bezeichnet. Es wurde von Zenon von Kition um 300 v. Chr. begründet. Der Name (griechisch στοὰ ποικίλη stoá poikílē, deutsch ‚bunte Vorhalle‘) geht auf eine Säulenhalle (Stoa) auf der Agora, dem Marktplatz von Athen, zurück, in der Zenon von Kition seine Lehrtätigkeit aufnahm.
Ein besonderes Merkmal der stoischen Philosophie ist die kosmologische, auf Ganzheitlichkeit der Welterfassung gerichtete Betrachtungsweise, aus der sich ein in allen Naturerscheinungen und natürlichen Zusammenhängen waltendes universelles Prinzip ergibt. Anhänger der Stoa werden als Stoiker bezeichnet. Für den Stoiker als Individuum gilt es, seinen Platz in dieser Ordnung zu erkennen und auszufüllen, indem er durch die Einübung emotionaler Selbstbeherrschung sein Los zu akzeptieren lernt und mit Hilfe von Gelassenheit und Seelenruhe (Ataraxie) nach Weisheit strebt.

## Entstehungszusammenhang der stoischen Philosophie
Die parallele Entstehung der beiden großen philosophischen Schulen der Epikureer und der Stoa fiel sicherlich nicht zufällig in den frühen Hellenismus, eine Zeit, in welcher der bis dahin die Normen bestimmende, individuelle Orientierung und Halt gewährende, aber auch zur Einordnung verpflichtende Polis-Verband in eine Krise geraten war. Gerade Athen, wo nach der platonischen Akademie und dem aristotelischen Peripatos auch diese beiden philosophischen Richtungen entstanden, war nach eineinhalb Jahrhunderten politischer Machtentfaltung und kultureller Blüte als Stadtstaat in einer ungewissen neuen Lage: Seit Mitte des 4. Jahrhunderts v. Chr. in Selbstbehauptungskämpfen gegenüber dem expandierenden Königreich Makedonien engagiert, musste es sich im Zerfallsstadium des von Alexander dem Großen eroberten Vielvölkerreichs und im Zuge der Diadochenkriege eine unmittelbare makedonische Vorherrschaft und die Abschaffung der bis dahin noch bestehenden Attischen Demokratie gefallen lassen – eine grundlegende Veränderung des bis dahin nicht ernsthaft angefochtenen politisch-sozialen Koordinatensystems.
Die Situation begünstigte also das Entstehen neuer weltanschaulicher Deutungsmöglichkeiten sowie entsprechender Reflexionen über deren Konsequenzen für die individuelle Lebensausrichtung. Gemeinsam war Epikureern und Stoikern die Frage nach dem richtigen Weg zum eigenen Seelenheil, für das die Polis nicht mehr der geeignete Bezugsrahmen schien. Gegensätzlich waren jedoch die jeweiligen Schlussfolgerungen sowohl in politisch-weltanschaulicher Hinsicht als auch in der ethischen Ausrichtung des individuellen Verhaltens. Dem Athener Epikur, der in der Krise der Polis jeglicher politischen Betätigung eine Absage erteilte und eine rational zu steuernde Lebensfreude zum Leitbild für das individuelle Seelenheil und Lebensglück machte, setzte der aus dem zyprischen Kition stammende Zenon ein über die Polis weit hinausgreifendes, kosmopolitisches Bindungsbewusstsein gegenüber, in dem das individuelle Streben aufgehen und die Seele Ruhe finden sollte.

## Kernaspekte der Lehre
Die stoische Philosophie hat während der Jahrhunderte ihrer Überlieferung und Weiterentwicklung mancherlei Wandlungen durchlaufen und die Fähigkeit entwickelt, sich neuen Einsichten zu öffnen und bei ihren führenden Köpfen unterschiedliche Akzente und Spielarten zuzulassen. Auch diese Weltoffenheit und Anpassungsfähigkeit hat zu ihrer Langlebigkeit entscheidend beigetragen.
Allerdings gibt es konstante Merkmale, die ihr einen unverwechselbaren Charakter geben. Sie finden sich in allen drei Bereichen des stoischen Lehrgebäudes, der Physik, die sich mit dem Kosmos und den Dingen im Kosmos befasst. In der Logik werden Regeln aufgestellt, die dazu dienen, den Wahrheitsgehalt von Aussagen zu beurteilen. Ihr Fokus liegt auf Erkenntnisgewinn, Erklärung und Beweisführung. Die Ethik bildet das Zentrum der stoischen Philosophie und beschäftigt sich mit dem menschlichen Leben.

### Physik und Kosmologie
Die einprägsamste Kurzformel für das stoische Weltbild hat Kaiser Mark Aurel (Marcus Aurelius) als letzter der überlieferten bedeutenden Stoiker hinterlassen (Selbstbetrachtungen VII, 9): 

„Alles ist wie durch ein heiliges Band miteinander verflochten. Nahezu nichts ist sich fremd. Alles Geschaffene ist einander beigeordnet und zielt auf die Harmonie derselben Welt. Aus allem zusammengesetzt ist eine Welt vorhanden, ein Gott, alles durchdringend, ein Körperstoff, ein Gesetz, eine Vernunft, allen vernünftigen Wesen gemein, und eine Wahrheit, so wie es auch eine Vollkommenheit für all diese verwandten, derselben Vernunft teilhaftigen Wesen gibt.“

Aus einem Urfeuer, dem Aither, entsteht gemäß der stoischen Lehre alles Seiende. Aller Stoff (Hyle) ist durch göttliche Vernunft (Logos) beseelt. So ist die stoische Lehre gleichermaßen materialistisch wie pantheistisch: Das göttliche Prinzip des Logos durchwirkt den Kosmos in allen seinen Bestandteilen und ist (nur) in ihnen anzutreffen.
Der antike griechische Gott Zeus wurde als die Urkraft oder kosmische Vernunft aufgefasst.

#### Kosmos oder Weltseele
Den Überlegungen der Stoiker zufolge ist das Universum eine materielle, denkende Substanz (Logos), die in zwei Klassen unterteilt wurde: die aktive und die passive Substanz. Die passive Substanz ist die Materie selbst, während die aktive Substanz ein intelligenter Äther oder ein Urfeuer ist, das auf die passive Materie einwirkt. Der Logos (λόγος) oder die Weltseele (anima mundi) durchdringt und belebt dabei das gesamte Universum. Es wurde als materiell aufgefasst und wird gewöhnlich mit Gott oder der Natur gleichgesetzt. Die Stoiker sprachen auch von der Samenvernunft (Logos spermatikos) oder dem Gesetz der Zeugung im Universum. Letzteres war das Prinzip der aktiven Vernunft, die in der unbelebten Materie wirkte. Der Mensch ist Teil des göttlichen Logos, des Urfeuers und der Vernunft, die das Universum beherrscht und erhält. Die Stoiker nahmen ein aktives, den ganzen Kosmos durchdringendes feuriges Prinzip, das Pneuma, an. Damit verbanden sie die Vorstellung, die Welt sei ein beseeltes, unsterbliches, göttliches Lebewesen, dem sie Sinne und Vernunft zuschrieben. Sie verwenden den altgriechischen Begriff für Atem (pneuma) um alle Funktionen eines lebenden Organismus zu erklären. Durch dieses pneuma entstünde eine Verbindung aller Dinge miteinander und somit auch die Fähigkeit zur Kommunikation und zum Mitleid für andere. Alles ist somit miteinander verbunden und eigentlich nur ein Teil eines großen Ganzen.
Die Einzelseelen betrachteten sie als Teile der Weltseele. Für die Stoiker war die Weltseele jedoch nicht wie im Platonismus eine eigenständig existierende geistige Substanz mit einem bestimmten Rang und einer besonderen Aufgabe in der hierarchischen Weltordnung, sondern nur ein bestimmter Aspekt einer einheitlichen, körperlich gedachten Welt. Diese materialistische, „physikalische“ Sichtweise konkurrierte mit der spirituellen der Platoniker.

#### Kosmopolitismus
Die Idee des Kosmopolitismus wird Diogenes von Sinope zugeschrieben, wurde jedoch von den stoischen Philosophen weiterentwickelt und verbreitet. Die Welt kann als eine universale Stadt betrachtet werden, in der jeder Einzelne Teil des Ganzen ist. Die daraus entstandene universelle Brüderlichkeit ist ein zentrales Element der Lehre und des Unterrichts der Stoiker. Nach stoischer Ansicht ist es die Natur, die den Menschen zu einem geselligen Tier macht und eine fast instinktive Sympathie in ihm weckt. Kaiser Mark Aurel erinnerte in seinem Hauptwerk Selbstbetrachtungen daran, dass das Schicksal (im stoischen Sinne) die Menschen zu vernünftigen Wesen macht und sie zu Mitgliedern einer Weltstadt vereint, die sich ihnen aufdrängt und sie dazu bringt, einander aus natürlicher Neigung zu lieben.
Ein gängiger Ansatz, den stoischen Kosmopolitismus zu interpretieren, ist das Kreismodell der Identität des Hierokles. Dieses Modell besagt, dass der Einzelne sich als konzentrische Kreise betrachten sollte: der erste Kreis umfasst das eigene Ich, gefolgt von der unmittelbaren Familie, der erweiterten Familie, der lokalen Gruppe, den Bürgern, den Landsleuten und der Menschheit. Innerhalb dieser Kreise entwickeln die Menschen ein Gefühl der „Affinität“ oder „Zuneigung“ zu anderen, das die Stoiker als „Oikeiosis“ bezeichneten. Die Aufgabe der Weltbürger besteht darin, die Kreise in Richtung Mitte zu ziehen und eine größere Ähnlichkeit zwischen allen Menschen und unseren Mitbürgern in der Stadt herzustellen.

#### Kausalität und Willensfreiheit
Die Stoiker sind von der strengen Kausalität allen Geschehens überzeugt. Was immer in der Welt und unter Menschen vorkommt, beruht demnach auf einer lückenlosen Kausalkette. Wo diese nicht nachweisbar ist, versagt unser Erkenntnisvermögen. Auch der Einzelne ist durch das Schicksal (Heimarmene) bestimmt. Falls er sich gegen die Vorsehung (πρόνοια prónoia, „Pronoia“) stellt, ist auch dies selbst durch das Schicksal bestimmt. Da die Götter bzw. der weltschöpfende, als gütig gedachte Baumeister des Kosmos (Demiurg) aber als der Welt immanent gedacht wurden, sind auch sie der Heimarmene unterworfen.

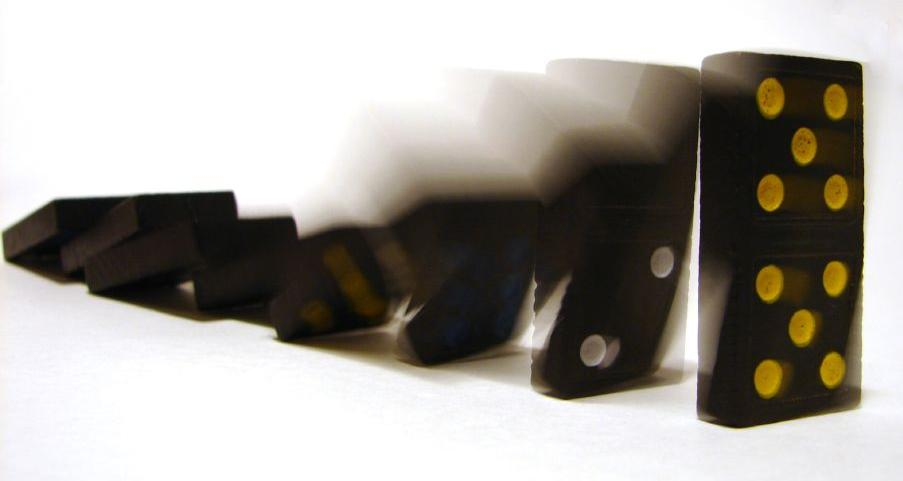
Kausalkette Beispiel: Dominosteine: Das Umfallen des ersten Steins bewirkt das Umfallen des zweiten Steins; dieses Umfallen bewirkt wiederum das zeitlich darauffolgende Umfallen des dritten usw. – bis der letzte Stein umgefallen ist.

Im Gegensatz zu Aristoteles erkennt die Stoa ausschließlich die wirkende Ursache (lat. „causa efficiens“) an. In den beobachteten Fällen liegt die Ursache stets in einem Körper, der auf andere wirkt. Bestimmte Ursachen (lat. „causa continens“) können lang anhaltende Wirkungsketten initiieren und dauerhaft aufrechterhalten.
Ein Weiser passt seinen Willen der Welt an. Er bleibt, in den Worten Epiktets, „krank und doch glücklich, in Gefahr und doch glücklich, sterbend und doch glücklich, im Exil und glücklich, in Schande und glücklich“. Damit postuliert er einen „völlig autonomen“ individuellen Willen und gleichzeitig ein Universum, das „ein streng deterministisches Ganzes“ ist.
Schon seit den Anfängen stellten sich der stoischen Philosophie Fragen nach der individuellen Handlungsfreiheit und moralischen Verantwortlichkeit. Chrysippos von Soloi, der wegen seiner überragenden dialektischen Fähigkeiten als zweiter Begründer der Stoa nach Zenon galt, hat die Verantwortlichkeit des Menschen für sein Tun am Beispiel von Triebregung und Verhaltenskonsequenz dargelegt. Die Vernunftanlage des Menschen hat die Aufgabe, die mit der Triebregung verbundene Vorstellung zu prüfen und zu entscheiden, ob ihr gefolgt werden kann oder ob sie zurückgewiesen werden muss. Die innere Verfassung des Individuums ist dabei von entscheidender Bedeutung:

„Wenn jemand eine Walze auf eine schiefe Ebene wirft, gibt er allerdings den äußeren Anstoß zur Bewegung; aber die eigentliche Ursache, dass die Walze herabrollt, liegt in ihrer Gestalt, also in ihrem eigenen Wesen.“

Er unterscheidet also zwei kausale Sphären, nämlich eine, die außerhalb des Handelnden liegt und in der als Letztursache der Logos herrscht, und eine zweite, nämlich den Charakter des Handelnden, der vernünftige Entscheidungen treffen kann, in denen er dem vorbestimmten Schicksal zustimmt. Erst das Zusammenwirken beider Sphären, also von Situation und Handelndem, verursacht zwingend die Handlung.
Weil der Charakter des Handelnden ebenfalls vom Schicksal bestimmt ist, besteht seine Freiheit also nur in der Zustimmung zum vorherbestimmten, vernünftigen Resultat. Die Freiheit des Menschen gleicht demnach für Kleanthes nur der eines Hundes, der an einen fahrenden Wagen angekettet ist: Er kann neben dem Wagen herlaufen, oder er verweigert die Zustimmung zu dessen Bewegung, dann wird er mitgeschleift. Freundlicher formulierte es Seneca in einer von ihm ergänzten Übersetzung eines Kleanthes-Gedichts: „Ducunt volentem fata, nolentem trahunt“ – „Es führt einen das Schicksal, wenn man zustimmt, wenn man sich verweigert, schleppt es einen fort“.
Bertrand Russell urteilt in seinem Werk Philosophie des Abendlandes über die stoische Kausalitätslehre daher geringschätzig: „Wenn die Welt vollkommen deterministisch ist, dann werden die Naturgesetze bestimmen, ob ich tugendhaft sein werde oder nicht.“ Seine Bilanz des stoischen Kosmos: „Vernichtung der gegenwärtigen Welt durch Feuer und anschließend Wiederholung des gesamten Vorganges. Kann man sich etwas Sinn- und Zweckloseres vorstellen?“
Der französische Philosoph und Historiker Pierre Hadot dagegen sieht die menschliche Freiheit von den Stoikern nicht aller Wirkungsmöglichkeiten beraubt. Durch sein Sprachvermögen gelange der Mensch in „ein anderes Universum, welches nicht von derselben Art ist wie das Universum der Kausalität, nämlich das Universum des Sinns und des Wertes.“ Darin habe der Mensch nach stoischer Auffassung die Möglichkeit, die vom Schicksal verursachten Ereignisse selbst als gut oder schlecht zu bewerten und einzuordnen. „Der Wert der Dinge hängt demnach von der moralischen Haltung ab, die wir ihnen gegenüber einnehmen. Philosophie besteht also genau darin, zu wählen, sich die Dinge in einer bestimmten Art und Weise vorzustellen“.
Verbreitet ist die Deutung, dass Chrysippos den Widerspruch zwischen Determinismus und Willensfreiheit kompatibilistisch auflöst, das heißt, er halte beide Prinzipien für kompatibel miteinander. Der Theologe Stefan Dienstbeck dagegen bestreitet, dass die Stoiker einen Kompatibilismus vertreten hätten.

### Logik

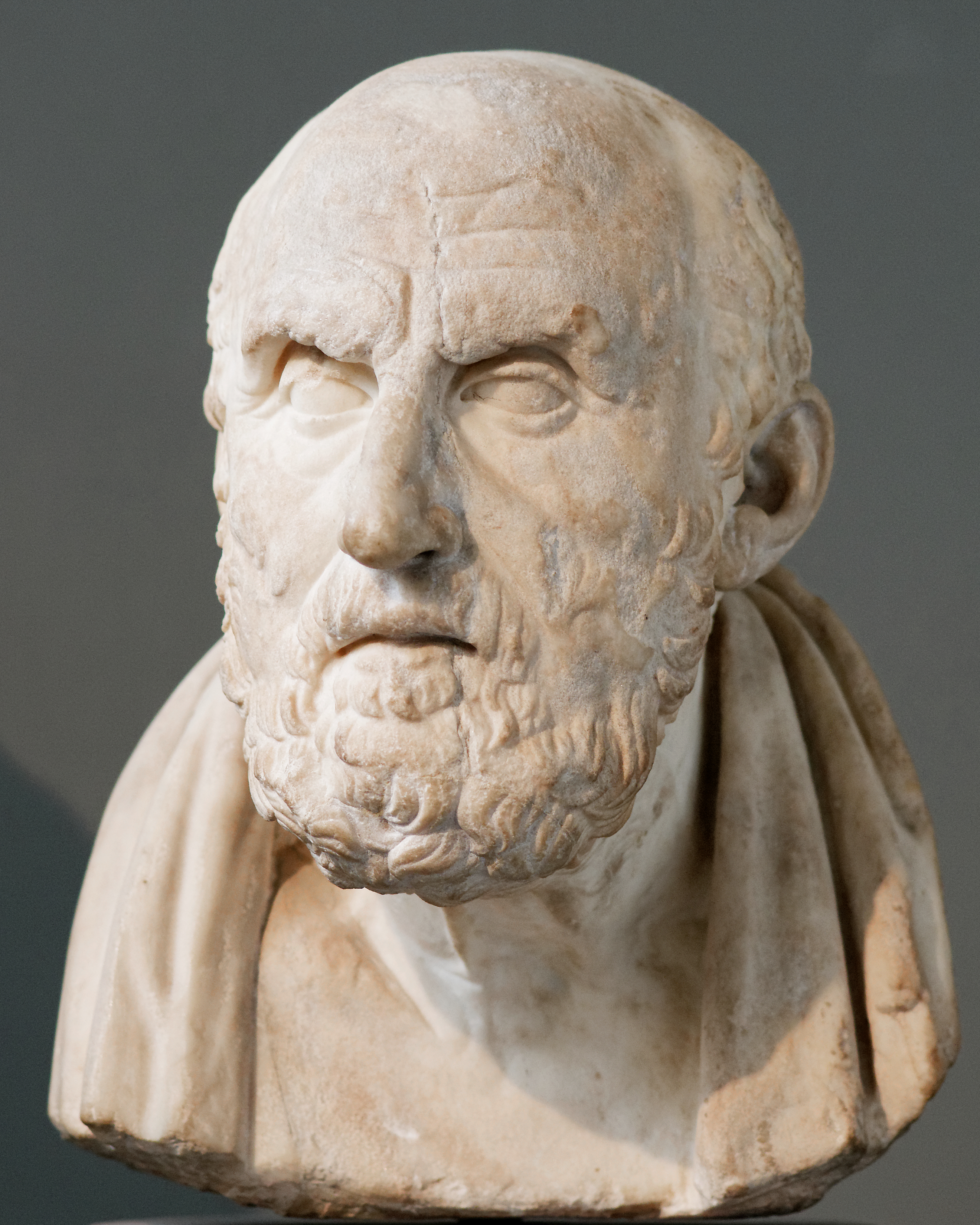
Chrysippos, der dritte Vertreter der stoischen Schule, verfasste über 300 Bücher über Logik. Seine Werke gingen verloren, doch lässt sich sein logisches System anhand von Fragmenten und Zeugnissen rekonstruieren.

Die Stoa betrachtete die Logik als einen Teil der Philosophie, der sich auf die Untersuchung der Vernunft (Logos) konzentriert. Sie betrachtete die Logik als ein umfassendes Wissensgebiet, das die Disziplinen Erkenntnistheorie und Sprachlehre (Dialektik und Rhetorik) umfasst.
„Logos“ hat für Stoiker sowohl die Bedeutung von Sprache als auch von Vernunft. „Logik“ umfasst dann einerseits die formalen Regeln des Denkens und korrekten Argumentierens als auch andererseits jene Teile der Sprache, in denen gedankliche Operationen zum Ausdruck gebracht werden. „Etwas wissen heißt für die Stoa, eine Aussage behaupten können, die nachweislich wahr ist.“

#### Epistemologie
Den Stoikern zufolge kann Wissen durch die Anwendung der Vernunft auf die Eindrücke (phantasiai) erlangt werden, die der Geist durch die Sinne empfängt. Der Verstand hat die Fähigkeit, über einen Eindruck zu urteilen (synekatathesis), ihn zu bestätigen oder zu verwerfen. Dadurch ist er in der Lage, eine wahre Darstellung der Realität von einer falschen zu unterscheiden. Einigen Eindrücken kann sofort zugestimmt werden, während andere nur einen unterschiedlichen Grad an zögerlicher Zustimmung erreichen können. Diese können als Glauben oder Meinung (doxa) bezeichnet werden. Erst durch die Vernunft erlangen wir klares Verständnis und Überzeugung (katalepsis). Die stoische Lehre besagt, dass die Gewissheit und das wahre Wissen (episteme) nur durch die Überprüfung der Überzeugung mit dem Sachverstand der eigenen Mitmenschen und dem kollektiven Urteil der Menschheit erreicht werden kann.
Nach der stoischen Erkenntnislehre (Epistemologie) wird nur als wahr anerkannt, was nach methodisch korrektem Einsatz des „Kriteriums“ (von griech. Κριτήριον = ‚Entscheidungsmittel‘) unmittelbar einleuchtet. Nur ein selbstbeherrschter Mensch gelangt zu zutreffenden Wahrnehmungen, während ein von Trieben und Gefühlen geleiteter Mensch zur Erfassung der Wahrheit und einem ihr gemäßen Handeln unfähig ist.
Da Erkenntnis und deren Vermittlung sich im Medium der Sprache vollziehen, haben die Stoiker gemäß ihrem Ansatz, die Kausalketten möglichst lückenlos aufzuweisen, gründliche Studien zu Grammatik und Logik betrieben, haben die Deklinations- und Tempuslehre entwickelt und als erste eine systematische Sprachlehre geschaffen. Das Kernstück der stoischen Logik war eine stringente Aussagenlogik, die an die megarischen Philosophen Diodoros und Philon anknüpfte und deren Ansätze weiterentwickelte. Der bedeutendste stoische Logiker war Chrysippos von Soli, der im Rahmen seiner umfangreichen Logik den ersten formal präzisen Aussagenkalkül schuf und damit die spätere stoische Logik prägte.

#### Sprachlehre
Auf der Basis der stoischen Sprachlehre waren als weitere Kernbereiche der Logik die Kunst der Gesprächsführung (Dialektik) und die Kunst der Rede (Rhetorik) zu schulen. Die Dialektik als Methode der Wahrheitsfindung und Erkenntnissicherung, die Rhetorik als Kunst, das Entdeckte in überzeugend gegliederter und sprachästhetisch ansprechender Form mitzuteilen. Zenon bereits pflegte das Verhältnis von Dialektik und Rhetorik durch Gesten zu veranschaulichen: die geballte Faust für die die Gedanken straff zusammenfassende Dialektik einerseits und die flach gespreizte Hand für die breit dahin laufende Rede andererseits. Das größere Gewicht besaß im stoischen Bewusstsein die Dialektik.
Nach stoischem Sprachgebrauch ist Dialektik (neben der Rhetorik) ein Teil der (im weiteren Sinne als heute verstandenen) stoischen „Logik“. Sie wird (vermutlich durch Chrysipp) als „Wissenschaft von dem, was wahr, von dem, was falsch, und von dem, was keins von beiden ist“ definiert. Die Dialektik ist damit das Instrument des Stoikers zur Unterscheidung wahrer und falscher Vorstellungen und umfasst insbesondere die stoische Erkenntnistheorie.

### Ethik
Die Einordnung des Menschen als Teil der vom Logos durchwalteten Natur ist aus stoischer Sicht seine vorrangige Bestimmung. Mit Geist und Denkvermögen verfügt er selbst über Instrumente, die ihn am göttlichen Logos teilhaben lassen und ihn zur Weisheit als höchstem Gut und Inbegriff des glücklichen bzw. glückenden Daseins (griech. εὐδαιμονία Eudaimonía) führen können. Voraussetzung dafür ist ein Prozess der Selbsterkenntnis und der Aneignung zielführender Verhaltensweisen, Gewohnheiten und Haltungen. Als Wegweiser dient dabei die eigene Vernunft; als Motivatoren fungieren der Selbsterhaltungstrieb und das Streben nach Selbstvervollkommnung (griech. οἰκείωσις Oikeiosis).
Nur ein lebenslanges Bemühen um Selbstformung, das auch den Herausforderungen von Schicksal und mitmenschlichem Umfeld standhält, schafft Aussicht auf die Seelenruhe des stoischen Weisen. Voraussetzung dafür ist eine ausgeprägte Affektkontrolle, die zur Freiheit von Leidenschaften (Apatheia), zu Selbstgenügsamkeit (Autarkie) und Unerschütterlichkeit (Ataraxie) führen soll. Unser heutiger Begriff der „stoischen Ruhe“ geht auf diese Eigenschaften zurück.
Dabei steht ἀπάϑεια (apátheia, „Apathie“) im Sinne der Stoa allerdings gerade nicht für Teilnahmslosigkeit und Passivität. Mark Aurel traf einen Kern des stoischen Ethos, als er sich selbst ermahnte (Selbstbetrachtungen IX, 12; zit. n. Weinkauf):

„Arbeite! Aber nicht wie ein Unglücklicher oder wie einer, der bewundert oder bemitleidet werden will. Arbeite oder ruhe, wie es das Beste für die Gemeinschaft ist.“

Der stoische Weise ist das Idealbild der stoischen Ethik, das zuerst von Chrysippos formuliert wurde.
Dieser Weise lebt demnach in vollkommener Weise in Übereinstimmung mit der Natur, die mit der Vernunft und gleichzeitig mit der Tugend identifiziert wird, dem höchsten Gut der Stoiker. In allen seinen Handlungen zeigen sich in gleichem Maße alle vier Kardinaltugenden: die Weisheit, die Tapferkeit, die Mäßigung und die Gerechtigkeit. Daher besitzt er aus zwei Gründen Eudaimonia, die vollkommene Glückseligkeit.
Die Gemeinschaft der Stoiker bezog prinzipiell alle Menschen mit ein, Griechen wie „Barbaren“ (trotz fortbestehender Staaten und Grenzen), Bürger wie Sklaven (ohne dass die Abschaffung der Sklaverei zum Programm erhoben worden wäre). Dieser kosmopolitische oder universelle Zug der Stoa war von ihren Gründungspersönlichkeiten bereits angelegt worden, längst bevor sie die politischen Führungskreise des Römischen Reiches erreichte. Dazu passt die Tatsache, dass die herausragenden Stoiker meist aus den Randgebieten der antiken griechischen Zivilisation stammten.

## Geschichte

### Die ältere Stoa: Kontinuität und Wandel in der Römischen Antike
Der Name „Stoizismus“ leitet sich von στοὰ ποικίλη stoá poikílē, deutsch ‚bunte Vorhalle‘ ab. Hierbei handelt es sich um eine mit mythischen und historischen Schlachtszenen geschmückte Säulenhalle an der Nordseite der Agora in Athen. Dort kamen Zenon von Kition und seine Anhänger gegen Ende des vierten Jahrhunderts v. Chr. zusammen, um ihre Ideen zu diskutieren. Im Gegensatz zu den Epikureern entschied sich Zeno dafür, seine Philosophie in einem öffentlichen Raum zu lehren. Ursprünglich wurde der Stoizismus als Zenonismus bezeichnet. Der ursprüngliche Name wurde jedoch bald verworfen, vermutlich aufgrund der Annahme, dass die Gründer der Stoa nicht als vollständig weise angesehen wurden. Dies diente dazu, das Risiko zu minimieren, dass die Philosophie zu einem Personenkult wird. Zenos entwickelte seine Ideen auf Basis der Lehren der Kyniker, die ihm von Krates von Theben vermittelt wurden. Antisthenes, der Gründervater der Kyniker, war wiederum ein Schüler von Sokrates. Chrysippos, der einflussreichste Nachfolger Zenos, übernahm die Leitung der Schule von Kleanthes und prägte das, was heute als Stoizismus bekannt ist.
Das Aufgehen des griechischen Kulturkreises im Römischen Reich, das als Folge der römischen Expansion seit dem 2. Jahrhundert v. Chr. stark voranschritt, führte zu einem Verhältnis wechselseitiger Beeinflussung, das auch die Stoa betraf. In diesem über mehrere Jahrhunderte fortwirkenden Prozess werden zwei Phasen unterschieden, die zum einen auf die republikanische, zum anderen auf die kaiserzeitliche Epoche der römischen Vorherrschaft bezogen sind.

### Die mittlere Stoa: Leitbildfunktion in führenden Kreisen der Römischen Republik
Die Stoa war bereits in republikanischer Zeit in führenden gesellschaftlichen Kreisen verbreitet. Sie war nach Jörg Fündling „im zweiten Viertel des 2. Jahrhunderts aus Rom nicht mehr wegzudenken“ in ihrer distanzierend-ausgleichenden Wirkung gegenüber dem stressgeladenen, hektischen Treiben in der römischen Metropole.
Die stoische Lehre wurde zum Leitbild führender Zirkel des expandierenden Römischen Reiches, weil sie im Einklang mit ihrem politischen Handeln stand und einen kosmopolitischen Ansatz hatte. Es fanden sich bedeutende Interpreten der Stoa, die die Strenge und Einseitigkeit (etwa der ursprünglichen Affektlehre) akzeptabler für diejenigen gestalteten, die im öffentlichen Leben standen. Es wurden auch solche als vollwertige Mitbürger gewertet und integriert, die früher als Sklaven nichts galten.

#### Panaitios
Zum wichtigsten Bindeglied zwischen der Stoa und der Kultur der römischen Herrschaftselite wurde Panaitios, der in Beziehungen zu Scipio Aemilianus stand (die allerdings vorwiegend politischer, nicht philosophischer Natur waren). Er modifizierte die in der alten Lehre angelegte strenge Scheidung von Geist und Leib und die Geringschätzung des Letzteren im Menschenbild der Stoa und beschrieb den Organismus als Einheit und Ausdruck der Gesamtpersönlichkeit. Nicht auf radikale Triebunterdrückung, sondern auf mäßige Entfaltung und Vernunftsteuerung war seine Anthropologie gerichtet.
Auch auf die Individualität der Anlagen und auf Prägungen im Fortgang des Lebens hat Panaitios hingewiesen und die Voraussetzungen zur Führung eines Lebens im Einklang mit den Erfordernissen von Natur und Schicksal dadurch auf die jeweilige Persönlichkeit bezogen. Von solchen Unterschieden waren schließlich auch Art und Umfang der Pflichten bestimmt, die sich für die Lebensführung ergaben und die dem Patrizier anderes zur Pflicht machten als dem Plebejer. Derartige Differenzierungen kamen dem aristokratischen Selbstbild der republikanischen Führungselite entgegen.

#### Poseidonios

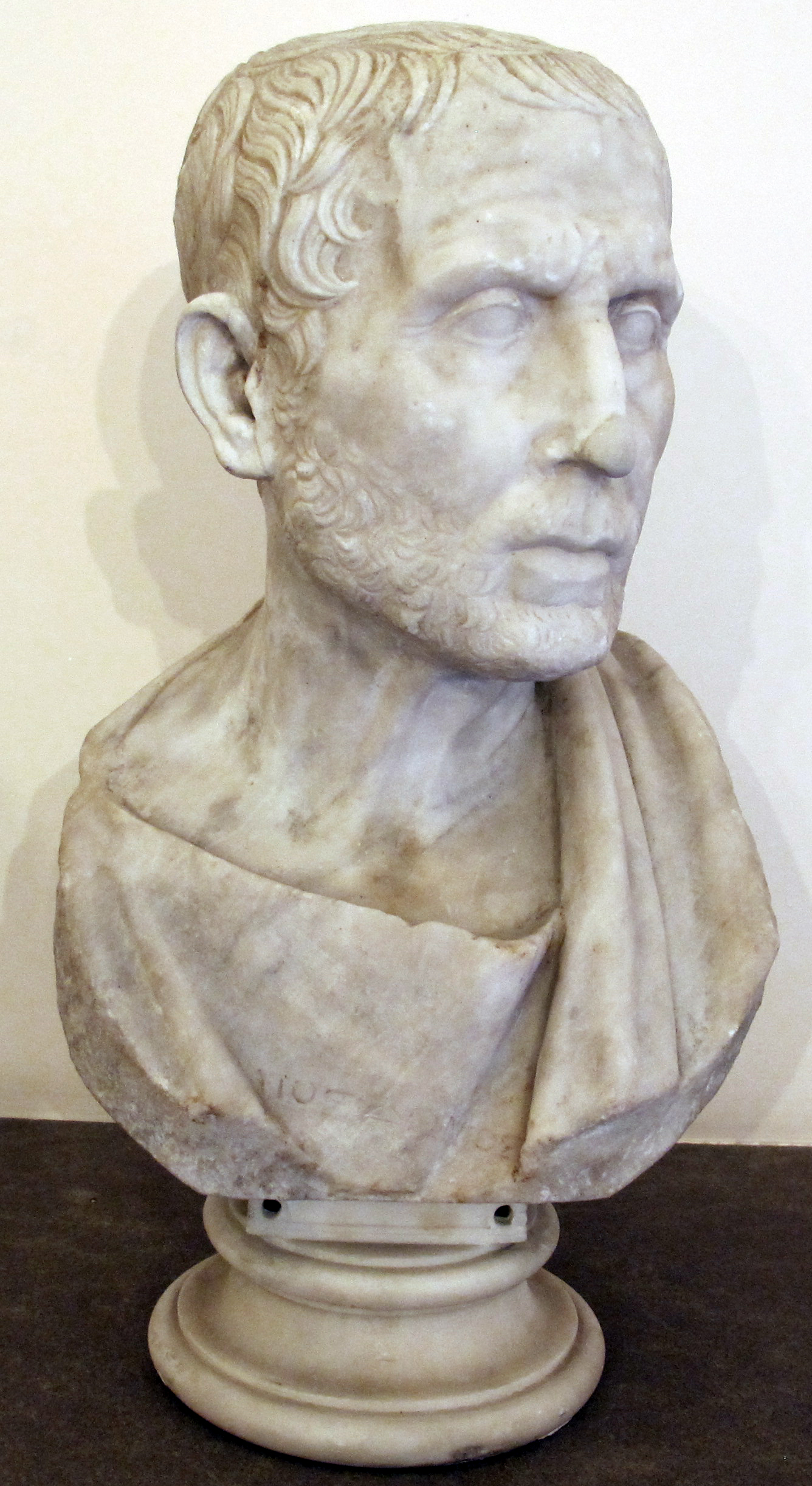
Büste des Poseidonius aus dem Archäologischen Nationalmuseum Neapel

Poseidonios von Apameia (um 135–50 v. Chr.) gilt als Begründer der mittleren Stoa, der ältere stoische Lehren kritisch revidierte. Sein nur bruchstückhaft von Schülern und Nachfolgern überliefertes Werk Über die Götter legte Marcus Tullius Cicero seinem Werk De natura deorum („Vom Wesen der Götter“) zugrunde. Danach unterschied Poseidonios streng zwischen einer angeborenen natürlichen Religiosität aller Menschen, die die Vorstellung von etwas Göttlichem in der Vernunft begründe, und den historisch und sozial erworbenen religiösen Vorstellungen konkret bestehender Kulte, die er ablehnte.
Die von Panaitios bewirkte Lockerung und Erweiterung der stoischen Weltsicht wurde von Poseidonios aus dem syrischen Apameia fortgesetzt und ausgebaut. Max Pohlenz sah in ihm den größten wissenschaftlichen Forschungsreisenden des Altertums, dessen Forschertätigkeit neben Philosophie und Geschichte auch alle Bereiche der antiken Naturwissenschaften einschloss, ein Forschungshorizont, wie ihn davor nur Aristoteles entfaltet hat und nach ihm in der Antike niemand mehr.
Poseidonios, der sich in Athen von Panaitios hatte ausbilden lassen, gründete schließlich auf Rhodos seine eigene Philosophieschule, wo auch Marcus Tullius Cicero ihn aufsuchte, um seinen Vorlesungen zu folgen. Und Cicero wiederum war es, der mit seinem Werk De officiis dafür gesorgt hat, dass die Pflichtenlehre des Panaitios überliefert ist.

### Die jüngere Stoa: Orientierungsreservoir in der römischen Kaiserzeit
Die Stoiker der römischen Kaiserzeit konzentrierten sich auf konkrete ethische Probleme. Dabei konnten sie sich bereits auf das von der mittleren Stoa entwickelte Naturrechtsfundament und Humanitätsideal stützen. Ansehen und Einfluss der stoischen Lehre bei den römischen Kaisern unterlag aber je nach Herrscher-Naturell und öffentlicher Stimmung großen Schwankungen. Von Augustus geschätzt und gefördert, geriet sie seit Nero erheblich unter Druck.
Die jüngere Stoa, vertreten durch Seneca, Musonius, Epiktet und Mark Aurel, widmete sich vorzugsweise ethischen Fragen und Aspekten sozialer Verantwortlichkeit. Physik und Logik blieben als Grundpfeiler der ursprünglichen stoischen Lehre zwar nicht unberücksichtigt; hauptsächlich ging es aber um eine handlungsbezogene Ethik.

#### Seneca

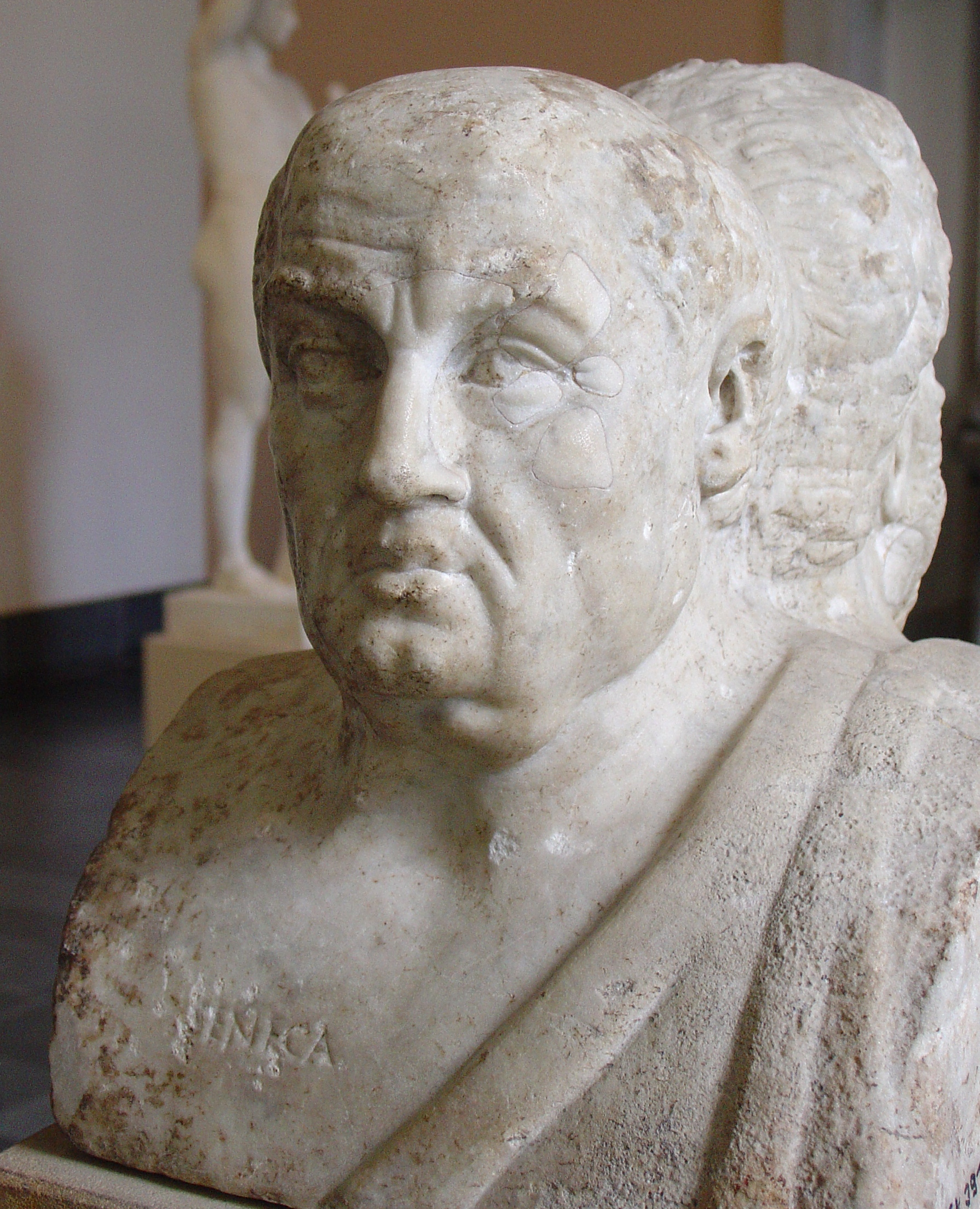
Eine Büste von Seneca, einem stoischen Philosophen aus dem Römischen Reich, der Nero als Berater diente

Lucius Annaeus Seneca aus wohlhabender Familie spanischer Herkunft hatte bereits als Quästor in der Ämterlaufbahn Fuß gefasst und sich als philosophischer Schriftsteller einen Namen gemacht, als er wegen eines Machtwechsels bei Hofe 41 n. Chr. in Ungnade fiel und für acht Jahre nach Korsika verbannt wurde. Seine Rückberufung erfolgte, weil die inzwischen an die politischen Schalthebel gelangte Agrippina die Jüngere ihn als den besten Erzieher für ihren 12-jährigen Sohn Nero ansah. Seneca verfasste für Nero eine philosophische Denkschrift, deren Kernbotschaft auf die Milde des Herrschers gegenüber Besiegten und Straffälligen gerichtet war (De clementia), vermochte es aber nicht, ihn für die stoische Pflichtenlehre und Moralvorstellungen einzunehmen.
Im römischen Stoizismus greift Seneca die Theorie der „Oïkéiosis“ wieder auf, die er mit conciliatio (Aneignung) oder sui amor (Selbstliebe) ins Lateinische übersetzt. Er definiert den Begriff als die natürliche Tendenz aller Lebewesen, sich selbst zu erhalten. Sui amor ist nicht nur ein „Selbsterhaltungstrieb“, sondern eine Liebe zur rationalen Natur des Menschen. Sie stellt den Gebrauch der Tugend über das Überleben des eigenen Körpers.
Von 54 bis 62 verblieb Seneca dennoch im kaiserlichen Machtzentrum und übte dort bedeutenden politischen Einfluss aus. Danach setzte er die Arbeit an seinen philosophischen Schriften fort, durch die er zum wohl meistgelesenen Stoiker überhaupt wurde. Als im Jahre 65 eine gegen Nero gerichtete Verschwörung aufgedeckt wurde, ließ dieser dem gar nicht beteiligten Seneca eine Aufforderung zur Selbsttötung zustellen. In der Gelassenheit des stoischen Weisen vollzog Seneca diesen Schritt, auf den er gedanklich längst vorbereitet war:

„Der letzte Lebenstag, vor dem dir so graut, ist der Geburtstag der Ewigkeit. Wirf alle Last von dir! Wozu das Zögern? Hast du nicht einst auch den Leib verlassen, der dich der Welt verbarg, und das Licht des Tages erblickt? Du zögerst und willst nicht? Auch damals hat dich die Mutter unter schweren Leiden ans Licht gebracht. Du seufzest und weinst? Das tun auch die Neugeborenen.“

#### Musonius und Epiktet

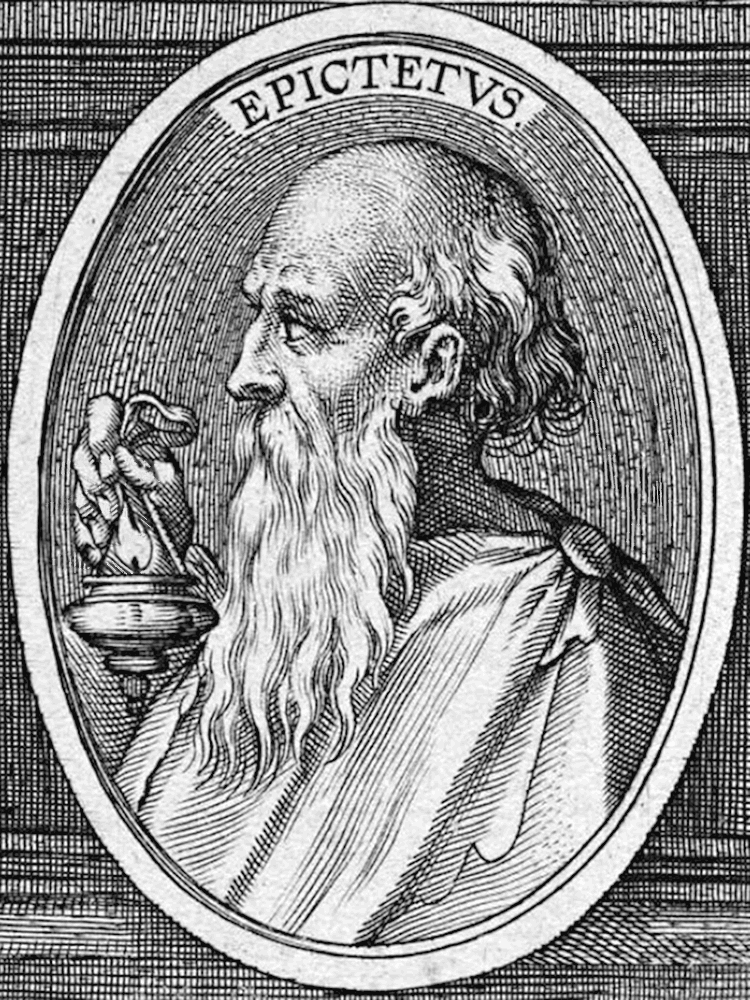
Gravur von Epiktet von Théodore Galle nach einem Entwurf von Pierre Paul Rubens (1605)

Neben Seneca waren auch andere führende Stoiker von Neros Säuberungsmaßnahmen im Anschluss an die Verschwörung des Piso betroffen: Musonius, der sich kritisch gegenüber dem Herrschaftsregime Neros geäußert hatte, wurde auf eine kleine Ägäis-Insel verbannt, während ein anderer führender Stoiker in Rom auf die gleiche Weise aus dem Leben schied wie Seneca. An seinem Verbannungsort hatte Musonius großen Zulauf an Menschen, die seine Vorträge hören wollten. Auch der später freigelassene phrygische Sklave Epiktet wurde in jungen Jahren sein Schüler. Domitian, der wie schon Vespasian die kynischen und stoischen Philosophen wegen deren kritischer Haltung ins Exil verbannte, wurde zum Anlass dafür, dass Epiktet außerhalb Roms, in Nikopolis, eine Philosophenschule gründete, wo er wie vor ihm Musonius viele Hörer anzog.
Weder Musonius noch Epiktet haben eigene Schriften hinterlassen, so dass ihr Denken nur aus Mitschriften von Hörern überliefert ist. Speziell Epiktet knüpfte in seiner Lehre an die Rigidität und Strenge der älteren Stoa an. Für den vormaligen Sklaven war das Thema Freiheit von besonderer Bedeutung. Allerdings zielte er gerade nicht auf die rechtsförmliche Abschaffung der Sklaverei, sondern auf jene Freiheit, die jeder Mensch, ob Bürger oder Sklave, autonom zu erreichen vermag. Dazu müsse er unterscheiden lernen zwischen Dingen, die ganz in seiner Macht stehen, weil sie mit eigener Betätigung oder Unterlassung verbunden sind, z. B. Vorstellungen, Urteil, Begierden und Abneigungen, und Dingen, die nicht der eigenen Kontrolle bzw. Verfügung unterliegen wie Körpergestalt, Gesundheit, Ansehen, Ehre, Besitz und Tod. Der Königsweg zu Freiheit, Seelenruhe und stoischer Weisheit bestehe darin, nur die Ersteren als Werte anzuerkennen, die anderen dagegen als sittlich gleichgültige Dinge (Adiaphora) anzusehen und sich nicht weiter damit zu befassen. Epiktet, so heißt es, bedurfte keiner verschließbaren Tür für seine Bleibe, weil ihre ärmliche Ausstattung zu keinerlei Diebstahl gereizt hätte.

#### Mark Aurel

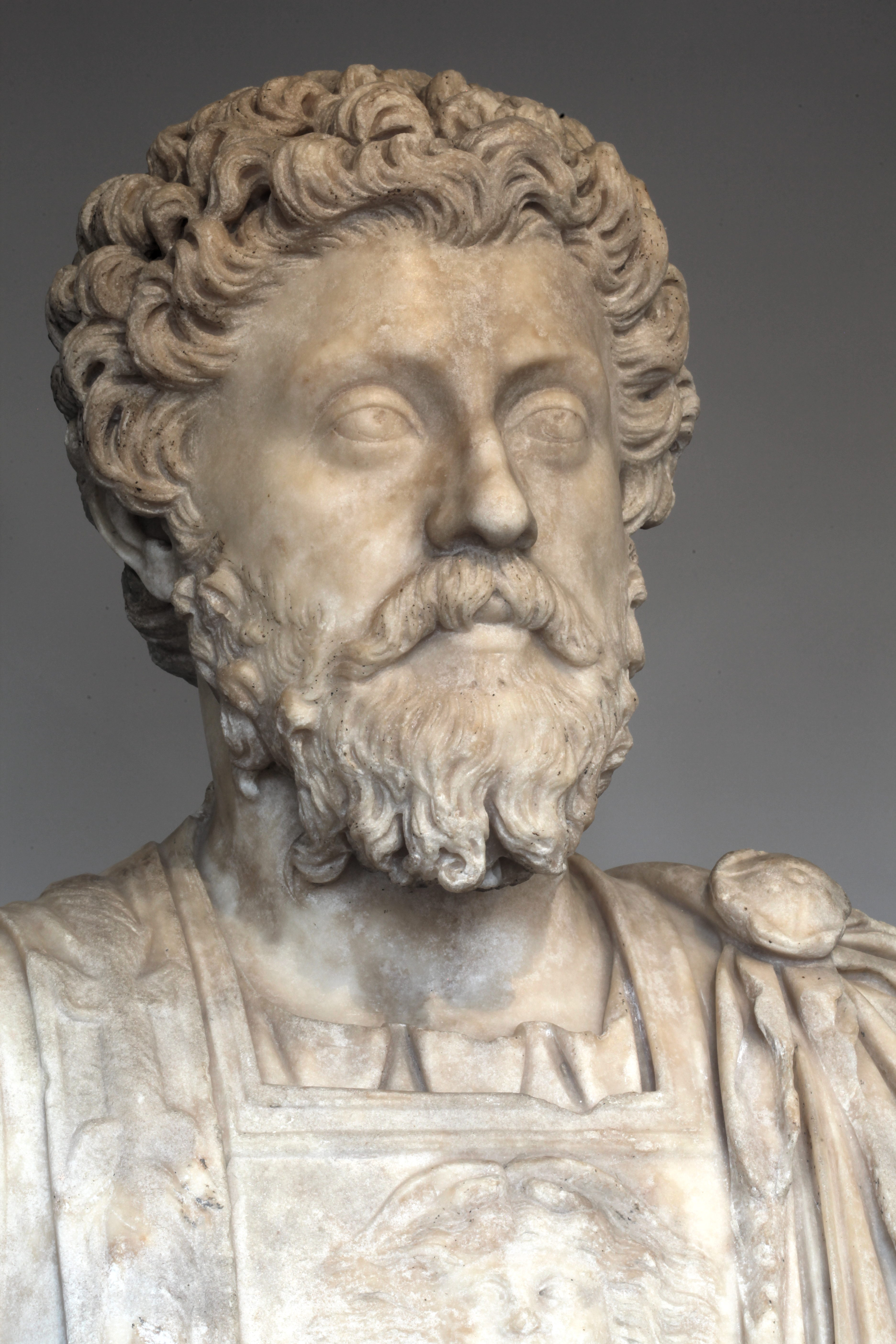
Marcus Aurelius, der stoische römische Kaiser

Seit Nerva waren die Philosophen in Rom wieder wohlgelitten, und das Adoptivkaisertum bot der Stoa neue Entfaltungsmöglichkeiten. Epiktet besaß die Wertschätzung Kaiser Hadrians, so dass der zur Thronfolge nach Antoninus Pius vorgesehene Mark Aurel infolge dieses Richtungswechsels bei Hofe Gelegenheit hatte, die Vorlesungen des aus Griechenland nach Rom geholten Stoikers Apollonius zu besuchen. Mit seinen Selbstbetrachtungen, die er bei Feldzügen im Donauraum in seinen späten Lebensjahren für den Eigengebrauch festhielt, hinterließ Mark Aurel das letzte bedeutende Zeugnis der stoischen Philosophie. Der Erfahrungsschatz nahezu eines halben Jahrtausends seit den Anfängen der Stoa ist darin verarbeitet.
Die Herrscherfunktion wird als eine Schicksalsfügung angenommen und als positiv gedeutete Verpflichtung zum Dienst am Gemeinwesen und an den Mitmenschen begriffen. Vor einer Überschätzung des eigenen Wirkens und der eigenen Bedeutung bewahrte Mark Aurel sein weit ausgreifender geschichtlicher und kosmologischer Horizont:

„Erwäge beständig, daß alles, wie es jetzt ist, auch ehemals war, und daß es immer so sein wird. Stelle dir alle die gleichartigen Schauspiele und Auftritte, die du aus deiner eigenen Erfahrung oder aus der Geschichte kennst, vor Augen, zum Beispiel den ganzen Hof Hadrians, den ganzen Hof Antonins, den ganzen Hof Phillips, Alexanders, des Krösus. Überall dasselbe Schauspiel, nur von anderen Personen aufgeführt. (X, 27)“

„Alexander von Mazedonien und sein Maultiertreiber haben nach ihrem Tode dasselbe Schicksal erfahren. Denn entweder wurden sie in dieselben Lebenskeime der Welt aufgenommen oder der eine wie der andere unter die Atome zerstreut. (VI, 24)“

## Stoiker im chronologischen Überblick
| Periode       | Name                    | Lebensdaten                 | Bemerkungen                         |
| ------------- | ----------------------- | --------------------------- | ----------------------------------- |
| ältere Stoa   | Zenon von Kition        | 333/32–262/61 v. Chr.       | Gründer der Stoa                    |
| ältere Stoa   | Kleanthes von Assos     | 331–232/1 v. Chr.           | 2. Schulhaupt von 262–232/1 v. Chr. |
| ältere Stoa   | Ariston von Chios       | 3. Jh. v. Chr.              | Lehrer Eratosthenes’                |
| ältere Stoa   | Chrysippos von Soloi    | 276–204 v. Chr.             | 3. Schulhaupt ab 232/1 v. Chr.      |
| ältere Stoa   | Zenon von Tarsos        | 3.–2. Jh. v. Chr.           | 4. Schulhaupt                       |
| ältere Stoa   | Diogenes von Babylon    | 239 (Dezember) –150 v. Chr. | 5. Schulhaupt                       |
| ältere Stoa   | Antipatros von Tarsos   | ?–129 v. Chr.               | 6. Schulhaupt von 140–129 v. Chr.   |
| mittlere Stoa | Panaitios von Rhodos    | 180–ca. 110 v. Chr.         | 7. Schulhaupt von 129–109 v. Chr.   |
| mittlere Stoa | Poseidonios von Apameia | 135–51 v. Chr.              | Lehrer Ciceros und Pompeius’        |
| jüngere Stoa  | Lucius Annaeus Seneca   | 1–65 n. Chr.                |                                     |
| jüngere Stoa  | Gaius Musonius Rufus    | 30–80 n. Chr.               |                                     |
| jüngere Stoa  | Epiktetos               | 50–ca. 138 n. Chr.          | freigelassener Sklave               |
| jüngere Stoa  | Mark Aurel              | 121–180 n. Chr.             | Römischer Kaiser und Feldherr       |

## Fortwirken der Stoa jenseits der Antike
Mit dem Aufstieg des Christentums zur Staatsreligion im Römischen Reich in der Zeit zwischen den Kaisern Konstantin I. und Theodosius I. verlor die Stoa als weltanschauliche Option in führenden politischen Kreisen erheblich an Boden. Gleichwohl kam es in Fragen von Ethik und Moral zu einem beachtlichen Verschmelzungsprozess, der stoische Elemente in christliche Lebensart überführte.
Die Philosophie der Stoiker hatte teilweise auch Einfluss auf das islamische Denken. Insbesondere in der Naturphilosophie des muʿtazilitischen Denkers an-Nazzām (gest. zwischen 835 und 845) hat man stoische Einflüsse ausgemacht.
In der Spätrenaissance entwickelte sich ein Neostoizismus, als dessen berühmtester Vertreter Justus Lipsius zu nennen ist. Dieser Neostoizismus prägte z. B. auch Montaigne (bevor sich dieser dem Skeptizismus zuwandte), später Descartes und Leibniz; wegen des großen Einflusses dieser Denker reichen Spuren der Stoa, immer wieder durch direkte Anknüpfungen an die antiken Quellen erneuert, von da an durch die gesamte Philosophiegeschichte. So sind etwa die Ethik Baruch Spinozas und die Moralphilosophie Immanuel Kants maßgeblich von der Stoa geprägt.
Ebenfalls stoisch inspiriert war der aufgeklärte Absolutismus des preußischen Königs Friedrich II. Mit der Formel: Ich bin der erste Diener meines Staates, knüpfte er demonstrativ an das Vorbild Mark Aurels an.
Beispielhaft dafür, wie vielfältig die Nachwirkungen der Stoa auch in die Gegenwart hineinreichen, ist die von Albert Ellis in den USA entwickelte Rational Emotive Therapie, die in der Psychotherapie in Anlehnung an das stoische Konzept der Affektsteuerung und an die Lehren Epiktets zur Anwendung kommt. Neuerdings zeigen sich auch im politisch-philosophischen Diskurs, der die gegenwärtige Ausbildung der Weltgesellschaft reflektiert, Tendenzen, die eine zeitgemäße Erschließung der stoischen Ethik favorisieren (Weinkauf, S. 38):

„Für die Zukunft kann aus guten Gründen eine wachsende Beachtung stoischen Gedankenguts angenommen werden: Die Vorstellung von der grundsätzlichen Gleichwertigkeit aller Menschen, der ausgeprägte Kosmopolitismus der Stoa, die Warnung vor der Weltverfallenheit, vor allem die Sicht von der Welt als einem Gesamtorganismus – solche Gedanken könnten in den nächsten Jahren zunehmend wichtiger werden und möglicherweise zum Gespräch mit der Stoa anregen.“